# Oliver Symons
Oliver Symons (Sint-Job-in-'t-Goor, 14 juli 1993) is een Belgische zanger, muzikant en producer.
In 2008 schreef hij zich op vijftienjarige leeftijd in voor de Belgische voorronde voor het Junior Eurovisiesongfestival. Uit een totaal van 548 inzendingen werd hij geselecteerd bij de tien kandidaten die aan de televisiekijker werden voorgesteld. Na de voorrondes en de halve finale gewonnen te hebben, won Oliver uiteindelijk ook de finale, waardoor hij met zijn liedje Shut up mocht deelnemen aan de Europese finale in Limasol. De finale van de Belgische preselectie haalde 643.553 kijkers (marktaandeel van 29,80%, kijkdichtheid van 10,80%). Uiteindelijk eindigde Oliver namens België als elfde op 15 deelnemers, met 45 punten.
In 2010 richtte hij de groep Noble Tea op, met onder andere Emiel Van Den Abbeele (gitaar), Anthony Foscez (drums), Moreno Claes (bas) en Daan Schepers (gitaar, synthesizer). Zij brachten de ep Solitary Motions uit, met de single We will rise.
Oliver Symons studeerde aan de PXL-Music te Hasselt. Met zijn eindproject Warhola nam hij in 2014 deel aan de preselecties van Humo's Rock Rally, die de band ook wist te winnen. Warhola bestaat uit Oliver Symons (zang, keyboard, gitaar), Wouter Souvereyns (bas), Daan Schepers (keyboard), Niels Meukens (drums) en Simon Ruyssinck (drums). In 2015 bracht Warhola de eerste single uit: Unravel. 
In 2015 kende ook zijn tweede band, Bazart, een eerste succes met de singles Tunnels en Goud. Daarnaast is Symons ook actief als producer van onder meer Bazart, Felix Pallas en TsarB. Symons is de kleinzoon van sportjournalist, cabaretier en HT&D-moppentapper Hugo Symons, zijn oom Karl Symons is journalist en tv-maker.
2003: X!NK · 
2004: Free Spirits · 
2005: Lindsay · 
2006: Thor! · 
2007: Trust · 
2008: Oliver · 
2009: Laura · 
2010: Jill & Lauren · 
2011: Femke · 
2012: Fabian
- Gemeinsame Normdatei: 1231362065
- MusicBrainz: 43f1a146-28ec-42ef-b9c4-8a4184cecd0e
- Virtual International Authority File: 4139161881845334100007